# Ischioloncha columbiana
Ischioloncha columbiana là một loài bọ cánh cứng trong họ Cerambycidae.